# Luginsland (Nürnberg)

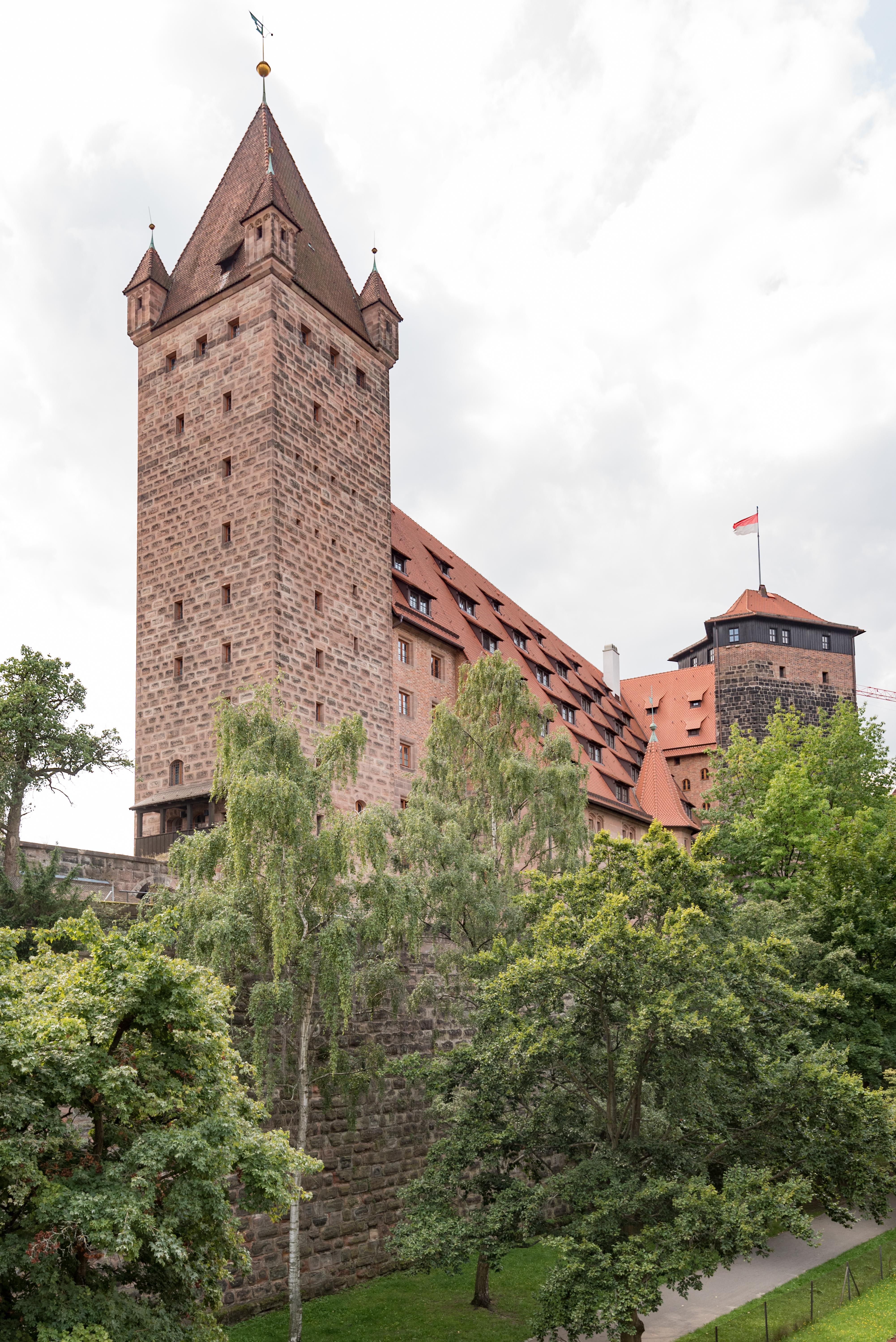
Luginsland mit Kaiserstallung, im Hintergrund der Fünfeckturm, Blick von Nordosten

Der Luginsland ist ein 1377 errichteter Wachturm, welcher mit einer Höhe von 47 Metern der höchste Turm der Nürnberger Burg ist. Er wurde von der Reichsstadt Nürnberg erbaut, um das Treiben auf der verfeindeten Burggrafenburg zu beobachten. Auf jeden Fall bot der Turm eine gute Möglichkeit, um nach angreifenden Feinden Ausschau zu halten.

## Geschichte
Ende des 15. Jahrhunderts wurde an den Luginsland ein Gebäude angebaut, das zuerst als Kornspeicher und, wenn der Kaiser auf der Burg weilte, als Pferdestall diente, wodurch es den Namen Kaiserstallung erhielt.
Der Luginsland wurde im Zweiten Weltkrieg zerstört. Sein Wiederaufbau zog sich bis 1981 hin. Heute befindet sich im Luginsland und der Kaiserstallung eine Jugendherberge, welche zu Beginn der 2010er Jahre saniert wurde.